# Euphyia contortilinea
Euphyia contortilinea är en fjärilsart som beskrevs av W. Warren 1896. Euphyia contortilinea ingår i släktet Euphyia och familjen mätare. Inga underarter finns listade i Catalogue of Life.